# Leon Errol

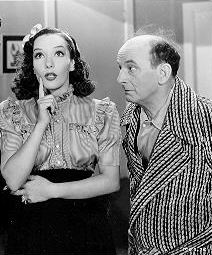
Lupe Vélez und Leon Errol in der Serie Mexican Spitfire (1940)

Leon Errol (* 3. Juli 1881 in Sydney, New South Wales als Leonce Errol Sims; † 12. Oktober 1951 in Los Angeles, Kalifornien) war ein australischer Komiker und Schauspieler in Theater und Film. Vor allem in den USA tätig, trat er u. a. bei den Ziegfeld Follies auf, hatte von 1935 bis zu seinem Tod seine eigene „Leon Errol“-Kurzfilmreihe bei RKO Pictures und war Co-Star der „Mexican Spitfire“-Reihe desselben Studios. Im deutschsprachigen Raum ist Errol eher unbekannt. In den 1980er Jahren liefen einige wenige seiner Kurzfilme in den ZDF-Serien Hände hoch, der Meister kommt! und Väter der Klamotte.

## Leben und Karriere
Leonce Errol Sims wurde 1881 in Sydney geboren. An der dortigen Universität studierte er zunächst Medizin, bevor er seinem Interesse an der Schauspielerei nachgab. Unter dem Künstlernamen Leon Errol absolvierte er in Australien und Neuseeland Auftritte in diversen Varieté-Shows, Operetten, Shakespeare- und Zirkus-Aufführungen.
Im Jahr 1905 emigrierte Errol in die Vereinigten Staaten. Dort war er anfangs Chef einer eigenen Burlesque-Truppe, mit der er noch im selben Jahr dem späteren Filmkomiker Fatty Arbuckle zu dessen ersten professionellen Auftritten verhalf. 1911 trat der Unterhaltungskünstler erstmals am Broadway in New York auf, wo er in den 1910er und 1920er Jahren in einer Vielzahl von Produktionen spielte, zumeist Musikkomödien. Unter anderem arbeitete er mit dem legendären Broadway-Produzenten Florenz Ziegfeld junior und dessen ebenso legendären Akteuren Bert Williams, Fanny Brice und W. C. Fields zusammen. Sein Filmdebüt gab Errol 1916 in drei Kurzfilm-Komödien für die  George Kleine Productions, die erst 1920/21 in die Kinos kamen und in deren bekanntester, Nearly Spliced, Arthur Housman sein Partner war. Insgesamt blieben seine Filmauftritte bis zum Ende der Stummfilmzeit um 1930 eher spärlich.
Mit Beginn des Tonfilms kam Errol wie viele andere Theaterschauspieler nach Hollywood, um sich letztlich vollends auf das neue Medium zu konzentrieren. Nachdem er ab 1933 als Protagonist von Kurzfilmen wechselnder Studios aufgetreten war, darunter Service with a Smile, dem ersten mit dem Technicolor Process No. 4 veröffentlichten Realkurzfilm, erhielt der Komiker von RKO Pictures 1935 seine eigene Filmreihe: Von den „Leon-Errol-Komödien“, deren Erkennungsmelodie eine schnelle Version von London Bridge is Falling Down war, wurden im Zeitraum von 16 Jahren bis zu seinem Tod insgesamt 91 Kurzfilme produziert, die neben Edgar Kennedys „Average-Man-Komödien“ die populärsten des Studios darstellten. Ab 1944 wurde Errols Ehefrau in den Kurzfilmen zumeist von Dorothy Granger verkörpert.
Der nahezu glatzköpfige Darsteller spielte häufig fehlbare Ehemänner in zumeist autoritären Positionen, zum Beispiel Geschäftsleute, die unversehens in kompromittierende Situationen und zunehmend heisereres Gestammel gerieten. Sein zumeist in Verbindung mit Trunkenheit eingesetzter charakteristischer Gang machte ihn als "rubber-legged Comedian" (dt.: „gummibeiniger Komiker“) bekannt. Seine Filmfigur gemahnte an Louis de Funès (minus dessen diabolische Züge) und Theo Lingen, eine Mischung aus hektischem Choleriker und schnappatmigem Trottel.
Neben diesen Kurzfilmen ist Errol vor allem für die ebenfalls von RKO produzierte Langfilmreihe „Mexican Spitfire“ bekannt, in der er neben der Titelheldin Lupe Vélez in einer Doppelrolle die beiden Charaktere Uncle Matt Lindsay und Lord Epping mimte. Zwischen 1939 (The Girl from Mexico) und 1943 entstanden insgesamt acht Filme. Eine weitere Serie, in der der Komiker mitwirkte, waren die vom Poverty-Row-Studio Monogram Pictures produzierte, auf dem gleichnamigen Comic-Strip von Ham Fisher basierenden Filme um den Boxer „Joe Palooka“. Als dessen Manager Knobby Walsh trat Errol zwischen 1946 und 1951 in insgesamt 11 Filmen auf. In anderen Langfilmen musste sich der Komiker dagegen meist mit Nebenrollen begnügen, etwa als Uncle Gilbert in Alice im Wunderland, als Liebesrivale seines einstigen Ziegfeld-Kollegen W. C. Fields in Gib einem Trottel keine Chance oder als Gaststar in Abbott und Costellos Strick am Hals. Gelegentlich hatte Errol auch Auftritte in ernsteren Filmen, etwa in der zweiten Hauptrolle des Horrorfilms Der Unsichtbare nimmt Rache (1944).
Leon Errol, der seit 1906 mit Stella Chatelaine († 1946) verheiratet war, arbeitete bis zu seinem Tod als Schauspieler in insgesamt rund 165 Filmen. 1951 verstarb er im Alter von 70 Jahren an einem Herzinfarkt und wurde im Forest Lawn Memorial Park in Glendale beigesetzt.

## Filmografie (Auswahl)
- 1916/20: Nearly Spliced (Kurzfilm)
- 1927: The Lunatic on Large
- 1930: Paramount-Parade (Paramount on Parade)
- 1933: Alice im Wunderland (Alice in Wonderland)
- 1934: The Captain Hates the Sea
- 1934: Schiffbruch unter Palmen (We’re Not Dressing)
- 1934: Sophie kann’s nicht lassen (The Notorious Sophie Lang)
- 1934: Service with a Smile (Kurzfilm)
- 1935–1951: Eigene "Leon Errol"-Filmreihe (91 Kurzfilme)
  - 1937: Should Wives Work?
  - 1938: The Jitters
  - 1941: Man-I-Cured
  - 1942: Pretty Dolly
  - 1943: Gem-Jams
  - 1943: Radio Runaround
  - 1943: Wedtime Stories
  - 1945: Beware of Redheads
  - 1946: Twin Husbands
  - 1951: Lord Epping Returns
  - 1951: Too Many Wives
- 1937: Make a Wish
- 1939: Dancing Co-Ed
- 1939–1943: "Mexican Spitfire"-Filmreihe (8 Filme)
- 1941: Gib einem Trottel keine Chance (Never Give a Sucker an Even Break)
- 1943: Higher and Higher
- 1944: Der Unsichtbare nimmt Rache (The Invisible Man's Revenge)
- 1946–1951: "Joe Palooka"-Filmreihe (11 Filme)
  - 1946: Skandal im Sportpalast (Joe Palooka, Champ)
- 1948: Strick am Hals (The Noose Hangs High)

## Auszeichnungen
- 1960 (posthum): Stern auf dem Hollywood Walk of Fame für seine Filmarbeit